# Ophiopyrgus alcocki
Ophiopyrgus alcocki is een slangster uit de familie Ophiuridae.
De wetenschappelijke naam van de soort werd in 1897 gepubliceerd door René Koehler.